# 叔孫通
叔孫通（？—？），又名叔孫何，西漢初期儒家學者，曾協助漢高祖制訂漢朝的宮廷禮儀，先後出任太常及太子太傅。

## 事秦
叔孫通是薛縣人，因有文才而被秦朝朝廷徵召。
陳勝起義的消息傳到咸陽後，秦二世徵集所有儒生，商討對策。除了叔孫通外，其他人均據實回報。秦二世把其他儒生處罰，而正式委任叔孫通為博士。 叔孫通在回答秦二世的詢問時阿諛逢迎，引起了同僚的不滿。叔孫通表示這樣做只是為了保全自己的性命。
他隨後逃亡回家鄉薛縣，其時薛縣已被起義軍佔領。叔孫通先後跟隨起義軍領袖項梁、熊心及項羽。前205年，劉邦率軍攻入彭城，叔孫通向漢軍投降。後來項羽回來打敗劉邦，叔孫通跟隨劉邦回到關中。 漢高祖亦委任叔孫通為博士，並賜封號「稷嗣君」。

## 輔漢

### 制訂禮儀
前202年，劉邦打敗項羽，被擁立為皇帝，是為漢高祖。他把秦朝的禮儀廢除，力求簡易。當時大臣們在朝堂上經常做出失禮的行為，如飲酒爭論、醉後喧嘩，甚至拔劍擊打宮殿的支柱。 漢高祖對這種情況漸漸感到不滿，叔孫通向漢高祖建議制訂宮廷禮儀，得到漢高祖的同意。叔孫通到魯國故地徵召約三十名儒生到長安，協助制訂及演習宮廷禮儀。一個多月後，叔孫通邀請漢高祖觀禮。漢高祖認為有關禮儀可行，於是命令大臣進行綵排。
前200年，長樂宮落成，漢高祖首次使用叔孫通制訂的宮廷禮儀進行新年朝會。《史記》記載是次朝會如下：天亮時，由謁者掌禮，來訪者依次進入殿門。宮中設有車騎、步卒守衛，以及兵器、旗幟等。殿上傳言「趨」，殿下郎中俠陛，陛數百人入殿。功臣、列侯、將軍及其他軍官在西列隊，向東而立；文官自丞相以下在東列隊，向西而立。大行依爵位高低宣示來賓上殿。於是皇帝乘輦出房，百官手執幟而傳警，引諸侯王以下至領六百石薪金的吏員依次奉賀。這時，自諸侯王以下，各人無不肅然起敬。禮成後開始酒會，宮內侍從坐在殿上，全部伏下，以來賓尊卑依次敬酒。九觴酒後，謁者宣佈「罷酒」。御史在場內執法，見到不依禮儀的人便立刻把他帶走。整個酒會過程中都沒有人敢喧嘩失禮。
漢高祖對是次朝會非常滿意，認為自己終於知道做皇帝的尊貴之處。 他委任叔孫通為太常，並賞賜黃金五百斤。隨叔孫通入京的儒生獲漢高祖封為郎，另外叔孫通把賞賜所得全數分贈隨行的儒生。

### 輔佐漢惠帝
前198年，叔孫通出任太子太傅，輔佐太子劉盈。三年後 (前195年)，漢高祖有意改立劉如意為太子。叔孫通以晉獻公和秦始皇立嗣不定終致國家內亂的事向漢高祖進諫。據《楚漢春秋》記載，叔孫通曾在漢高祖面前企圖自殺，迫使漢高祖收回易儲的建議。漢高祖死後，劉盈繼位，是為漢惠帝。叔孫通再次出任太常，負責制訂漢朝各種禮儀。
漢惠帝曾因前往長樂宮朝見呂后時需封閉道路而造成不便，下令建築一條複道。 叔孫通進諫，指複道處於通往宗廟的路上，後人在路上行走是不敬。漢惠帝想拆毀複道，叔孫通指「人主無過舉」，建議在渭河北岸興建原廟，代替複道通往的宗廟，免除複道帶來的影響。

## 思想
叔孫通降漢後，最初常向劉邦引薦盜賊、力士，被同行的儒生埋怨。後來叔孫通向漢高祖建議制禮作樂時，引薦了同行的儒生。叔孫通曾表示，君主在進取、爭奪天下時，最需要能打仗的人才。 到了守護成果的時候，文人、儒生便比較可靠。
另外，叔孫通認為禮儀是可以因應時勢、人情等因素而作出改變，不必艱難地全盤草創。他為漢高祖制訂的禮儀即由混合夏、商、周、秦四代的禮樂而成。

## 評價
叔孫通在引薦人才及制禮作樂等事上，多次表示對適應時局的重視。當時有些儒生對其行動態度持不同意見。當叔孫通在山東徵召儒生為漢高祖制禮作樂時，有兩位儒生不願同行，指責叔孫通在天下初定時便制禮作樂，行為不合古義。叔孫通取笑他們不通世務。後來，同行的儒生獲得漢高祖的封賞後，則稱讚叔孫通是個聖人。
後世對叔孫通的作為亦有不同看法。《史記》作者司馬遷稱讚叔孫通因時而變，為大義而不拘小節。漢末權臣曹操認為叔孫通任用盜賊有理，並認為賢人君子無法辦理檢舉一事。北宋史學家司馬光則指責叔孫通制訂禮樂只為逞一時之功，結果使古禮失傳；又認為他對漢惠帝建原廟的建議是教導漢惠帝文過飾非。

## 延伸阅读
[在维基数据编辑]
 《史記/卷099》，出自司馬遷《史記》
 《漢書·卷043》，出自班固《漢書》

## 外部連結
- 也談叔孫通（页面存档备份，存于）